# Horchata

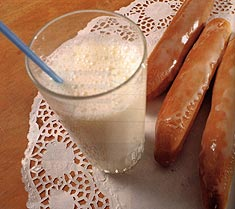
Ein Glas Horchata de Chufa mit Fartons-Gebäck

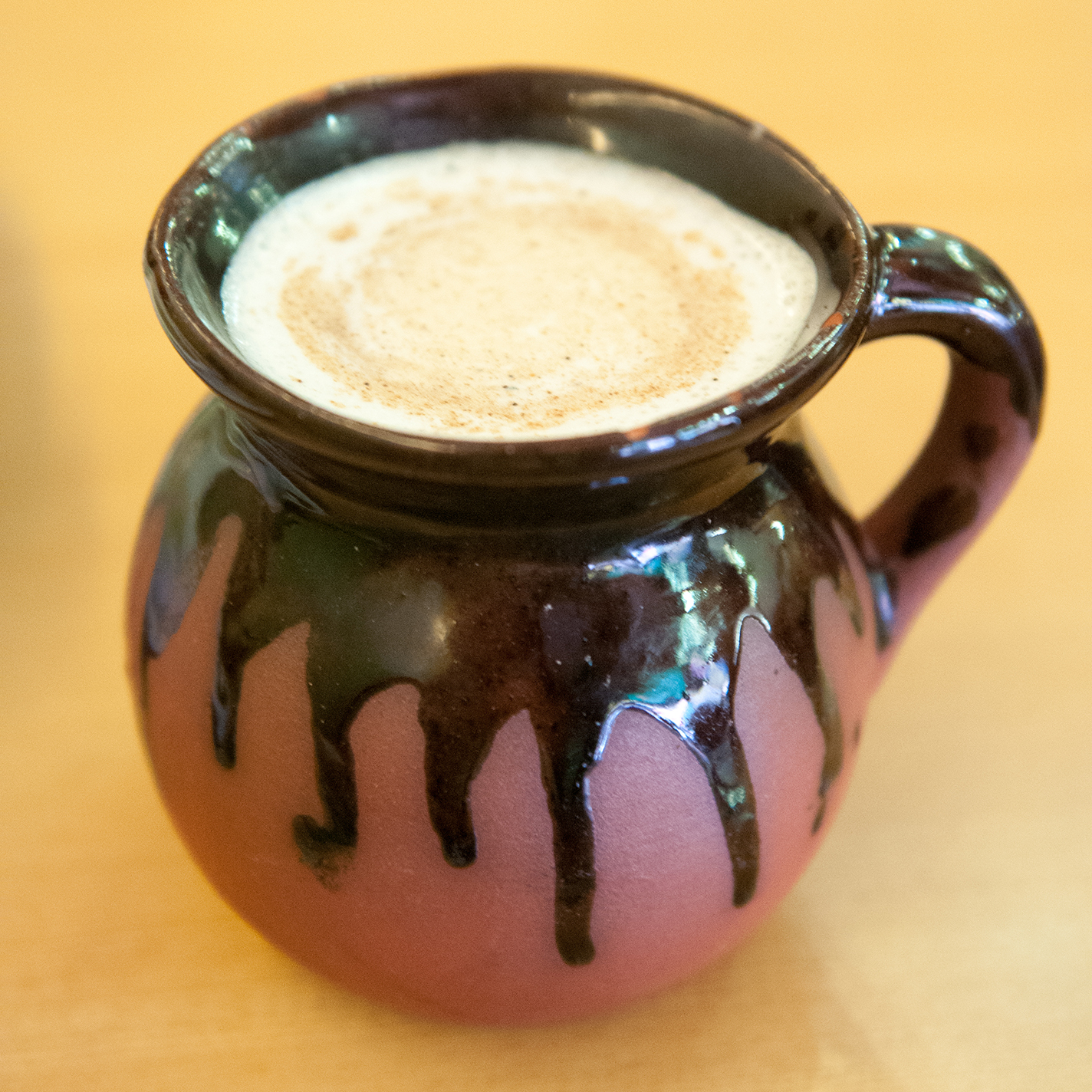
Heiße Horchata in Mexico

Der Begriff Horchata [ɔrˈʧata] wird im spanischen Sprachgebrauch im weiteren Sinne für alle Erfrischungsgetränke verwendet, die auf zerstampften, zerdrückten Früchten, Nüssen oder Samen basieren. Der Name stammt aus dem valencianischen „Orxata de Xufes“ (=Erdmandelmilch).
Der Begriff horchata wird im lokalen spanischen Sprachgebrauch folgendermaßen verwendet:
- in Spanien für die Horchata de Chufa (Orxata de Xufes auf Valencianisch)
- in Mexiko und anderen Teilen Lateinamerikas für die Horchata de Arroz.
- in Ecuador für den Kräutertee Horchata lojana.

Das Wort horchata leitet sich aus dem lateinischen Wort hordeata („aus Gerste gemacht“) ab. Die Römer stellten aus Gerste neben Gerstenbier auch ein süßes Getränk namens hordeata – ähnlich dem Agua de Cebada – her. Die Gerste wurde dann wohl je nach Nahrungsangebot gegen andere Früchte, Nüsse, Knollen und Samen ausgetauscht; der Begriff hordeata wurde aber weiter für das Getränk verwendet. Diese Horchatas wurden in Spanien bis ins 19. Jahrhundert hinein getrunken.
Horchatas werden heute im Allgemeinen aus kleingeschnittenen, getrockneten Früchten, Nüssen oder Samen hergestellt. Diese werden ca. einen Tag in Wasser eingeweicht. Anschließend werden die verbleibenden, festen Bestandteile abgesiebt oder im Mixer kleingehackt. Die rohe Horchata wird anschließend je nach Geschmack mit Zucker und Gewürzen versetzt und z. B. in einer Sorbetmaschine gekühlt. Frische Horchatas sind ca. einen Tag haltbar.
Horchatas lassen sich z. B. auch aus folgenden Zutaten zubereiten:
- Mandeln, siehe unter Mandelmilch
- Melonensamen
- Reis oder Reismehl, oft auch mit Zimt, Limetten und Mandeln
- Erdmandeln (siehe Horchata de Chufa)
- Kürbis
- Kokosnuss-Fleisch, die Kokosmilch ist eine Art Horchata
- Gerste (siehe oben)
- Gerstenmalz (siehe Agua de Cebada)
- Mais
- Weizen

Für jede Zutat gibt es Spezialrezepte.
Der Horchata ähnlich ist das in Arabien und der Türkei verbreitete Sahlab, welches auch aus Kernen und Zucker zubereitet wird. Jedoch wird es mit warmer Milch getrunken.